# 司太夫
司太夫（つかさ・たゆう 1962年 -）、本名・中川幸永（なかがわ ゆきえ）は嶋原太夫。京都市山科区出身。かつては祇園甲部で舞妓、『奈見子』（なみこ）という芸名で在籍していた。長女は太夫、タレントの葵太夫（朱伽（あやか））。

## 経歴
幼少の頃から日本舞踊、茶道、華道、箏等を習い、中学卒業後、祇園甲部の屋形（置屋）「西村」に入り修業の後、16歳で舞妓になる。
年季が明けた後、嶋原の屋形でお茶屋である『輪違屋』の当主に「太夫の一人が辞めてしまう、太夫になってみないか」と声をかけられ、23歳で太夫となり『司太夫』と名乗る。
現在、本業の傍らテレビ、ラジオ、講演会などに出演。2001年には新聞『こったい』（嶋原では太夫のことをこう呼んでいる）を創刊し、当初は一部の読者に配られていたが口コミにより、全国に広まった。同年12月に嶋原の年中行事で12年間途絶えていた『餅つき』を再興させた。
2009年10月、自身の店「こったいの店　司」を開く。　2014年公開映画「舞妓はレディ」に京言葉・所作指導で参加。2015年現在は輪違屋より独立し、屋形「末廣屋」の女将をもつとめる。

## 文献等
- リクルートワークス編集部『おもてなしの源流　日本の伝統にサービスの本質を探る』英治出版、2007年12月25日、ISBN 4862760333 （第3講「花街」にインタビュー掲載）
- 連載「司の花街物語」（朝日新聞週刊情報紙「あいあいAI京都」2005年4月6日号～2007年3月28日号に掲載）

そのほか雑誌・タウン誌等の連載・記事。

## テレビ出演
- 桑原征平のおもしろ京都検定 - ゲスト回答者として出演。
- 2006秋の京都スペシャル（ABC朝日放送・2006年11月3日放映） - 番組内特集「嶋原は今」で嶋原の歴史と現代の嶋原太夫についての紹介あり。
- 京都へおこしやす!

そのほかニュース番組、京都関連番組での取材。